# 星际5555：异星梦系统秘传
《星际5555：异星梦系统秘传》（Intāsutera Fō Faibu，"Four Five"）是部2003年的日本与法国协作动画音乐科幻电影，该电影是基于蠢朋克第二张录音室专辑的音乐视觉化。本片讲述了一个外星流行乐队被绑架与营救的经历。此电影由赛德里克·德尔维、蠢朋克、盖-马努尔·德霍曼-克里斯托出品，切其监督为东映动画的松本零士。 电影无对白。可电影虽无对白，但一些角色亦有讲话、唱歌的动作。下列举一些主要人物之上述范例：谢普唱了《Digital Love》；奥克塔维唱了《One More Time》、在《Short Circuit》歌曲中也说了话；达克伍德伯爵在《Crescendolls》和《Veridis Quo》中同斯特拉交谈，切作为仪式的一部分，其以小声阅读了与本片同名的书籍。

## 剧情
故事情节大致与蠢朋克专辑《发现》的曲目所吻合。在一个外星球上，一支乐队在拥挤的舞池中演奏；键盘手兼歌手是奥克塔维、吉他手是阿佩吉乌斯、鼓手是巴尔、贝斯手是斯特拉。（所演奏曲目为《One More Time》）。但一支人类军事势力侵略该行星并将乐队绑架（所演奏曲目为《Aerodynamic》） 。
名为谢普的太空警察在做关于斯特拉的梦时被绑架求助电话惊醒，并通过虫洞追捕绑劫者，但他最终坠毁在了地球上（所演奏曲目为《Digital Love》）。
乐队被带到一地下施设，在那里他们的记忆被转移到了记忆磁盘上，而其皮肤也由蓝色转变为类人类皮肤颜色。四人组均被安装了隐藏在太阳镜中的思维控制装置（所演奏曲目为《Harder, Better, Faster, Stronger》）。
他们的捕捉者——德·达克伍德伯爵，扮演其经纪人并将其推出为名为新月玩偶（Crescendolls）的新乐队，此乐队于全球范围内流行（所演奏曲目为《Crescendolls》）。
在音乐流行起来后，达克伍德持续的压榨着乐队成员们，他们因需要做宣传营销和签售大量专辑而精疲力竭。与此同时，谢普抵达了城市并了解乐队所发生的事（所演奏曲目为《Nightvision》）。
在体育场演唱会上，谢普使用喷气背包飞入体育场，并向乐队所有成员发射解除思维控制装置的光束，但解除斯特拉的装置时光束被达克伍德挡住。谢普只好先带其他乐队成员逃离现场。在逃脱时，谢普受到达克伍德保镖的追捕并受到了致命创伤，而达克伍德的保镖被揭示为是机器人（所演奏曲目为《Superheroes》）。
仍处在伯爵控制下的斯特拉找到了张写有伯爵家地址——达克伍德庄园的卡片，并将其藏于其裙下。她被带往“金唱片奖”颁奖典礼，因为新月玩偶乐队获得了金奖。巴尔藏在观众人群中用光束解除了斯特拉的思维控制装置，并在奥克塔维的帮助下逃离（所演奏曲目为《High Life》）。
乐队回到谢普处，而谢普在其去世前告诉了乐队成员们的真实身份（所演奏曲目为《Something About Us》）。
他们埋葬谢普，而谢普的灵魂也升入太空。他们利用斯特拉之前发现的纸条地址驾车寻找达克伍德庄园，并决定将其调查（所演奏曲目为《Voyager》）。
探索达克伍德公馆时，乐队进入了隐藏房间，在那里其发现了揭示达克伍德计划的日记。他一直以来都在绑架来自不同星球的音乐家，以从中获取5555张黄金唱片，进而他便可以统治宇宙。随后，达克伍德的保镖赶到庄园，抓捕了他们。他们被带到一处岩浆之上的秘密仪式会场，达克伍德企图用斯特拉献祭完成秘密仪式，但阿佩吉乌斯设法挣脱保镖的控制，并将最后的黄金唱片掷入深渊，而达克伍德与他的跟班亦跟着唱片亦进入了深渊（所演奏曲目为《Veridis Quo》）。
乐队四人返回唱片公司来寻找记忆磁盘。奥克塔维发现并将其偷走，但当其在离开建筑时，他被警卫发现并用电击瘫痪，而其皮肤也因此变为蓝色状态（所演奏曲目为《Short Circuit》）。
唱片公司的管理人了解了达克伍德的阴谋后大为震惊，同时，媒体开始揭露外星乐队被绑架与金唱片的真相。当地政府找到谢普的船，并让新月玩偶乐队成员返回其“正常”的外星形态，之后则开发了火箭并让四人组通过谢普的虫洞返回其母星（所演奏曲目为《Face to Face》）。
在返回虫洞的路上，达克伍德的怨魂出现并袭击太空船。谢普的灵体则亦出现保护着四人组并与达克伍德互相攻击，二者的灵魂消逝。乐队返回其母行星并被高度评价，且建立了谢普的雕像（所演奏曲目为《Too Long》）。
在影片的最后，暗示整个故事只是一个小男孩的幻想，灵感则来自其房内播放的黑胶唱片专辑《发现》（Discovery）及动漫玩具。
在片末演职人员表部分播放了《Aerodynamic》的重混音版本。

## 曲目列表
| 曲序 | 曲目                             | 时长  |
| ---- | -------------------------------- | ----- |
| 1.   | One More Time                    | 5:21  |
| 2.   | Aerodynamic                      | 3:28  |
| 3.   | Digital Love                     | 4:58  |
| 4.   | Harder, Better, Faster, Stronger | 3:44  |
| 5.   | Crescendolls                     | 3:32  |
| 6.   | Nightvision                      | 1:44  |
| 7.   | Superheroes                      | 3:58  |
| 8.   | High Life                        | 3:22  |
| 9.   | Something About Us               | 3:51  |
| 10.  | Voyager                          | 3:48  |
| 11.  | Veridis Quo                      | 5:45  |
| 12.  | Short Circuit                    | 3:27  |
| 13.  | Face to Face                     | 4:00  |
| 14.  | Too Long                         | 10:00 |

## 主要人物
- 键盘手Octave（音译：奥克塔维）
- 吉他手Arpegius（音译：阿佩吉乌斯）
- 贝斯手Stella（音译：斯特拉）
- 鼓手Baryl（音译：巴尔）
- 外星人宇航员Shep（音译：谢普）——执行营救被俘的Crescendolls的任务；他暗恋Stella。
- 达克伍德伯爵（Earl de Darkwood）——外星乐队Crescendolls的人类捕获者，也是影片的主要反面角色。
- 唱片公司老板——假定的唱片公司老板。 他在银幕上的大部分时间都目瞪口呆、兴奋不已。
- 蠢朋克（Daft Punk）——戴着面具的音乐家本人在歌曲《High Life》中客串演出。

## 反响
此电影受到评论家的好评。爛番茄基于七则评论（六则正面、一则负面），给于电影86%的新鲜度。
BBC给予电影五星中的四星评价，认为电影是“星际间的视听盛筵”。 MovieMartyr.com认为电影是“2003年度最佳动画电影，且其真实证明了两种极为不同的媒介之间的艺术性”。 Mania.com最后陈述，此电影是“一部独特的电影，它向您展示了音乐是如何同动画相邦定而制成引人入胜的故事的。”
《帝國雜誌》认为电影是“还算好——如果您喜欢此乐队的话——您将欣赏在播放他们Discovery专辑时所播放的卡通。但对其他所有人来说，这只是愚蠢（daft）。” 